# Elsie Dalton Hewland
Elsie Dalton Hewland (23 de noviembre de 1901 – 1979) fue una artista británica. Su obra se caracteriza por representar diversas escenas de la época en la que vivía. Sus imágenes de la vida en Inglaterra durante la Segunda Guerra Mundial son especialmente conocidas.

## Biografía
Hewland nació y creció en el norte de Inglaterra. Asistió a la Escuela de Arte de Sheffield entre el 1921 y el 1924 antes de estudiar cuatro años en la Escuela de la Royal Academy. Entre el 1926 y el 1930, ganó dos becas, una en el Instituto Británico y otra en Landseer.
Durante la Segunda Guerra Mundial pintó varias obras que representaban la vida cotidiana en el frente británico. Algunos de sus cuadros representaban escenas de las guarderías de los hijos de los trabajadores de la guerra o imágenes de aviones en construcción o reparación. Hewland pidió permiso para pintar los aviones de la Estación Estadounidense de Bombarderos en Bovingdon, cerca de Hemel Hempstead. Varios de ellos fueron adquiridos por el Comité asesor de artistas de guerra y actualmente se encuentran en el Museo Imperial de la Guerra en Londres. El crítico Eric Newton destacó su trabajo en su estudio sobre el arte inglés durante la guerra llamado La guerra a través de los ojos de los artistas.
Después de la guerra, Hewland comenzó a trabajar como ilustradora médica. Sus obras se han expuesto varias veces en la Royal Academy y en la Royal Watercolour Society. Vivió muchos años en Chalfont St. Giles y después en Ventnor, en la Isla de Wight.